# Hermann von Barth
 (Eurasburg, 5 giugno 1845 – Luanda, 7 dicembre 1876) è stato un alpinista, avvocato e geologo tedesco,  fu l'iniziatore dell'alpinismo senza guida. Scalò attraversando le Alpi di Berchtesgaden, le Alpi dell'Allgäu, il Karwendel, il Wetterstein e le Alpi dello Stubai. Morì in Africa durante una spedizione scientifica a Luanda nell'Angola portoghese.

## Biografia
Hermann von Barth nacque il 5 giugno 1845 al Castello di Eurasburg nel Regno di Baviera. Studiò inizialmente legge all'università di Monaco di Baviera, dove fu affiliato al Corpo di Franconia (Corpo Kösener). Come avvocato, iniziò nel 1868 a Berchtesgaden a scalare le Alpi di Berchtesgaden, ancora in gran parte inesplorate. Fu l'iniziatore dell'alpinismo senza guida, scalando le Alpi di Berchtesgaden, le Alpi dell'Allgäu, il Karwendel, il Wetterstein e le Alpi dello Stubai.
Il 1° maggio 1869 giunse a Sonthofen in Algovia come tirocinante legale e iniziò ad esplorare le Alpi dell'Algovia. Compì scalate e traversate avventurose. In pochi mesi scalò 44 vette. Ebbe particolare successo nel portare a termine importanti traversate e scalate audaci nella catena montuosa dell'Hornbach, fino ad allora pressoché incontaminata.  Nel 1869 aveva già esplorato le Alpi dell'Algovia, scalando 44 cime, 3 delle quali mai conquistate prima. Solitamente scalava da solo. Von Barth è noto soprattutto per la sua esplorazione dei monti Karwendel. Nell'estate del 1870 scalò, da solo, 88 vette (12 per la prima volta, tra cui il Birkkarspitze, Kaltwasserkarspitze, Lalidererspitze, Große Seekarspitze , Grubenkarspitze, Dreizinkenspitze, Eastern Karwendelspitze, Vogelkarspitze, Wörner, Kuhkopf).
Nel 1871 si spostò sui monti del Wetterstein e fu il primo a scalare numerose vette anche lì.  Nello stesso anno si trasferì ad Augusta, dove si unì alla sezione locale del Club Alpino. Nel 1873 lasciò l'amministrazione pubblica e si dedicò agli studi geologici e geografici. Nel 1874 pubblicò il libro "Aus den Nördlichen Kalkalpen" ("Dalle Alpi calcaree settentrionali"), in cui documentò le sue esperienze e i suoi viaggi. L'opera è considerata oggi un classico della letteratura alpina.  L'Allgemeine Deutsche Biographie afferma che "la sua monografia [...] ha rimediato a una vera lacuna. Ciò dimostra che l'autore, come pochi altri, era capace dei difficili compiti di un alpinista [...] anche se molto è stato fatto da allora per esplorare quella catena montuosa, [...] il nome di Barth sarà sempre onorato come quello di un pioniere e di un esploratore". Il 9 gennaio 1876 Barth lasciò Monaco di Baviera per accettare un incarico di tre anni con il governo portoghese come geologo regionale per l'Africa occidentale, l'Angola e il Benguela, incarico che accettò volentieri ma 7 dicembre, colpito dalla febbre, si suicidò durante una spedizione di ricerca a Luanda, nell'Angola portoghese.

## Eredità
I nomi di numerosi rifugi alpini, sentieri a lui dedicati, testimoniano il contributo di Hermann von Barth all'esplorazione delle Alpi calcaree settentrionali:
- salita al Barthgrat (il passaggio dal Katzenkopf alla Middle Jägerkarspitze (III), Karwendel, conquistato per la prima volta da Barth, senza aiuto e da solo, nel 1870);
- salita al Barthspitze (sui monti Karwendel, chiamato in suo onore) e Barthkamin (Risser Falk, Karwendel, salito per la prima volta nel 1870 da von Barth);
- salita al la salita protetta dal rifugio "Meilerhütte" sulla cima Dreitorspitze di Partenkirchen è chiamata anche sentiero Hermann von Barth[2].

## Carriera alpinistica
- salita al Bockkarspitze, cresta orientale (1870)
- salita al Breitgrieskarspitze  da Scharnitz attraverso l'Hinterkar (1870)
- salita al Göll Hoher  discesa attraverso la Kuchler Kamm (1868)
- salita al Grießspitze Östliche dal  Großen Schoß
- salita al Hochkanzel  dal Roßloch (1870)
- salita al Hochkarspitze (Karwendel)  dal Großkar (1870)
- salita al Katzenkopf (Karwendel)  Barthgrat (1870)
- salita al Lamsenspitze  dal Camino Barth (1870)
- salita al Marchspitze (Alpi dell'Algovia), dalla Spiehlerscharte (1869)
- salita al Öfelekopf vertice est  da Leutasch Platt (1871)
- salita al Öfnerspitze  da sud-ovest (1869)
- salita al Plattspitze occidentale (Monti del Wetterstein)  da Platt (1871)
- salita al Risser Falk  dal Camino Barth (1870)
- salita al  Rotofenturm, grande via normale (1868)
- salita al  Schafkarspitze (Monti del Karwendel) dal Schafkar (1870)
- salita al  Sonnenspitze meridionale  cresta sud-ovest (1870)
- salita al  Spritzkarspitze  da sud attraverso lo Spritzkar (1870)
- salita al Tiefkarspitze  cresta sud-orientale (1870)
- salita al  Urbeleskarspitze  cresta nord (1869)
- salita al  Cima Wasserfallkarspitze (Deiserspitze)  Fianco meridionale (1869)
- salita al  Wetterwandeck da Platt (1871)
- salita al  Wilder Großer - picco nord  cresta nord (1869)
- salita al  Wildgall  cresta nord-est (09.08.1901)[1]